# Xúlio Abonjo Escudero
Xúlio Abonjo Escudero (Pontevedra, 4 de juny de 1974) és un actor de teatre, cinema i televisió gallec.

## Trajectòria
El 1994 va començar a actuar amb Bacharel Teatro, el 2000 amb el Centro Dramático Galego i és també és membre de la companyia Bacana Teatro. També va actuar en produccions teatrals amb les companyies BaCaNa (2002, 2008), Los Contracontos (2001, 2005), Espello Cóncavo (1998) i amb l'Aula de teatre de la Universitat de Santiago de Compostela (1997-1999).
Ha participat en diverses sèries emeses a TVG, com ara Galicia Express, Terra de Miranda o A vida por diante, entre d'altres. Al cinema cal destacar el seu treball en pel·lícules com O lapis do carpinteiro (2002), O ano da carracha (2004) o A biblioteca da iguana (2006).
Entre 2007 i 2009 formà part del repartiment de Cuestión de sexo, sèrie emesa per Cuatro, assumint aquest el seu primer treball principal en una sèrie d'àmbit estatal. A Catalunya es donà a conèixer especialment l'any 2019, quan participà a la primera temporada de la sèrie de televisió de TV3 Les de l'hoquei en el paper de «El Pela».

## Filmografia
Les obres de les que formà part com a actor són:
| Llargmetratges - O lapis do carpinteiro (2002) - Entre bateas (2002) - O ano da carracha (2004) - Hai que botalos (2005) - Bechos raros (2006) - Chapapote... o no (2006) - A biblioteca da iguana (2006) - Xan, a despedida (2007) - A mariñeira (2007) - Mar libre (2009) - Blockbuster (2013) - Os fenómenos (2014) Curtmetratges - A escapada (1998) - Casi perfecto (2003) - Colores (2004) - Din que chove (2005) - Viaxe a Finlandia (2005) - Sin plomo (2006) - Xan, a despedida (2007) | - Paco Pixiñas, historia dun desleigado (1994) - Doce homes sen piedade (1994) - Cemiterio de automóbiles (1995) - Wonderball circus, o circo da bola marabillosa (1996) - O porqué das cousas (1997) - Ubú rei (1997) - Peter Pan (1998) - Comedia noxenta para mamá (1998) - Os vellos non deben de namorarse (1999) - La cabeza del dragón (1999) - Caperucitoloxía (2000) - A burla do galo (2000) - Ratman & Bobyn, un musical de cloaca (2002) - Os fillos de Eva, the show (2004) - Hendaya, mon amour (2006) | - Pratos combinados, 2000. TVG. - Galicia exprés, 2000. TVG. - Pequeno Hotel, 2001. TVG. - El comisario, 2001. Telecinco. - Terra de Miranda, 2003. TVG. - 4º sen ascensor, 2005. TVG. - Zapping comando, 2006. TVG. - Cuestión de sexo, 2007-2009. Cuatro. - O Nordés, 2009. TVG. - Padre Casares, 2014. TVG. - Códice, com a Salgado, 2014. TVG. - Hospital Real, 2015. TVG. - Fariña, 2018, Antena 3. - Les de l'hoquei, 2019, TV3. |

## Premis i nominacions

### Festival de Cans
| Any  | Categoria                                                      | Pel·lícula     | Resultat  |
| ---- | -------------------------------------------------------------- | -------------- | --------- |
| 2007 | Premi del jurat al millor actor                                | Sin plomo      | Guanyador |
| 2017 | Premi del jurat al millor actor (ex aequo Ricardo de Barreiro) | Einstein-Rosen | Guanyador |

### Premis Mestre Mateo
| Any  | Categoria                   | Pel·lícula      | Resultat |
| ---- | --------------------------- | --------------- | -------- |
| 2005 | Millor actor                | 4º sen ascensor | Nominat  |
| 2007 | Millor actor de repartiment | Charly Gutbai   | Nominat  |
| 2013 | Millor actor                | Encallados      | Nominat  |